# Poiana Țapului, Prahova
Poiana Țapului este o localitate componentă a orașului Bușteni din județul Prahova, Muntenia, România. Se află pe valea Prahovei, la sud de localitatea principală a orașului.
Așezarea este atestată documentar în 1830.
Poiana Țapului s-a format în preajma lui 1830 în continuarea satului (pe atunci) Bușteni, și a făcut parte, împreună cu acesta, și cu Predealul, din comuna Sinaia. La 7 mai 1885, Sinaia a devenit comună de sine stătătoare, iar Poiana Țapului a trecut la comuna Predeal. Comuna Bușteni, formată din Bușteni și Poiana Țapului, s-a înființat la 1 iulie 1908, datorită creșterii economice și demografice a așezărilor din zonă. În perioada interbelică, Poiana Țapului era o comună separată, având arondate satul Poiana Țapului și cătunele Jepii Mari, Jepii Mici, Cumpătu, Piatra Arsă, Valea Babei și Zamura, cu 634 de locuitori, în plasa Peleș din județul Prahova. În 1950, comuna a fost desființată și trecută la orașul Bușteni.